# 藤川三郎
藤川 三郎（ふじかわ さぶろう、1969年12月29日 - ）は、日本の俳優である。千葉県出身。文学座所属。

## 出演作品

### 舞台
1995年
- 初舞台『絹布の法被』(文学座本公演)サンシャイン劇場

1996年
- 『大浦屋お慶』(西舘事務所)東京芸術劇場
- 『晩菊』(東宝)芸術座
- 『髪をかきあげる』(アトリエ)

1997年
- 『あ!? それが問題だ』(文学座本公演)サンシャイン劇場
- 『クレオパトラ』(松竹)日生劇場

1998年
- 『十二夜』(幹の会)紀伊國屋サザンシアター

1999年
- 『十二夜』(幹の会)紀伊國屋サザンシアター

2000年
- 『デンティスト 愛の隠れんぼ』(本公演)三越劇場
- 『功名が辻』(松竹)新橋演舞場
- 『女の一生』(東宝)芸術座

2001年
- 『あかさたな』(東宝)芸術座
- 『智恵子飛ぶ』南座

2002年
- 『嵐が丘』(新橋演舞場)

2003年
- 『レディ・ゾロ』大阪松竹座
- 『リチャード三世』(本公演)旅,世田谷パブリックシアター

2004年
- 『気まぐれ道中』新橋演舞場
- 『時の物置』世田谷パブリックシアター
- 『あかね空』(松竹)新橋演舞場

2005年
- 『恋ぶみ屋一葉』(松竹)新橋演舞場
- 『あかね空』(松竹)新橋演舞場

2007年
- 『あかね空』中日劇場

2008年
- 『大川わたり』明治座
- 『恋ぶみ屋一葉』博多座

2009年
- 『グレンギャリー・グレン ロス』(本公演)紀伊國屋サザンシアター
- 『大川わたり』中日劇場
- 『グレイクリスマス』(グレイクリスマスの会)俳優座劇場

2012年
- 『ふるあめりかに袖はぬらさじ』御園座、南座、赤坂ACTシアター
- 坂東玉三郎特別公演『日本橋』(松竹)日生劇場

2024年
- 『掟』下北沢駅前劇場[2]

### テレビドラマ
- 眠れない夜をかぞえて
- 臨場第2シリーズ
- 相棒season12
- 孤独のグルメ Season5 第6話    （2015年11月7日、テレビ東京）  - 中年サラリーマン3 役
- イグナイト -法の無法者- 第9話（2025年6月13日、TBS） - 沼田刑事の上司 役[3]

### ラジオドラマ
- 『夜長姫と耳男』TBSラジオ図書館
- 『ア・ルース・ボーイ』NHKFMシアター

### 映画
- 掟（2024年）